# اهل امولة (تاينست)
اهل امولة هي إحدى مشيخات المملكة المغربية، تتبع جغرافيا لإقليم تازة وإداريًا لتاينست. يقدر عدد سكانها بـ 4749 نسمة حسب الإحصاء الرسمي للسكان والسكنى لسنة 2004.